# Paul Dungler
Paul Dungler, né le 1er mars 1902 à Thann et mort le 25 août 1974 à Colmar, est un industriel du textile, militant royaliste et résistant français.

## Biographie
Paul Dungler, alias Commandant Martial, Camelot du Roi, ancien dirigeant de l'Action française en Alsace dévie du maurrassisme orthodoxe pour se  rallier à la Cagoule. Il se lance en politique durant la période de l’entre-deux guerres.
Dès 1939, conscient du danger que représente l'Allemagne nazie, il prononce un discours devant un cercle nationaliste : « Si un conflit éclate il faudra non seulement faire notre devoir mais grouper nos énergies pour assurer la victoire commune, le nazisme n'est pas seulement notre ennemi militaire c'est aussi l'anti-civilisation »
Rentré clandestinement à Thann en Alsace le 25 août 1940, il fonde avec entre autres Marcel Kibler et l’abbé Pierre Bockel la Septième Colonne d’Alsace, enregistrée à Londres sous le nom de réseau Martial.
Recherché par la Gestapo, Paul Dungler retourne en zone libre et poursuit la lutte clandestine contre les nazis.
Son ami Jeantet lui fait ensuite rencontrer le Maréchal Pétain afin d'obtenir de ce dernier la liberté de circuler (qu'il lui accorde) et que la police le « laisse en paix » pour ses activités résistantes, ce que Pétain affirme ne pas pouvoir lui promettre. Néanmoins, le Maréchal accepte de donner 500 000 francs à l'organisation de Dungler : « Et c'est ainsi que la naissance de notre action de résistance, le réseau Martial et l'organisation de combat des Alsaciens réfugiés en France, a été financée par le Maréchal » dira-t-il plus tard . Le réseau de Dungler, militant royaliste, est d’obédience vichysto-résistante,: il n’a rien en commun avec le réseau de d’Astier de la Vigerie, Libération-sud.
L’évasion du général Giraud en avril 1942 compte parmi les grandes réalisations du Réseau. Dungler est un des initiateurs de l’Organisation de résistance de l'armée et à l’origine des Groupes mobiles d’Alsace (GMA). Il aura des liens persistants avec les milieux militaires allemands complotant contre Hitler.
En 1943, il négocie avec le général de Gaulle et les Américains à Alger afin que l’Alsace soit présente dans les combats de libération à venir. L’implication de Dungler dans la Résistance fait aujourd’hui de lui un héros local.
Début 1944, il joue les intermédiaires entre le gouvernement de Vichy et l'Abwehr en faveur du général Giraud

## Hommage
Depuis octobre 2017, une allée est nommée d'après lui à Thann,.

## Distinctions
- Officier de la Légion d'honneur ;
- Médaille de la Résistance française avec rosette (décret du 31 mars 1947)[15] ;
- Ordre de la Francisque ;